# The Road Home (Jordan Rudess album)
The Road Home is een tribuutalbum van keyboardspeler Jordan Rudess. Het werd uitgebracht op 12 september 2007.
Het album bevat coverversies van een aantal favoriete nummers van Rudess die van invloed zijn geweest op zijn muzikale vorming. De titel van het album heeft hier dan ook betrekking op omdat het album een muzikale tocht is naar zijn huis. Rudess heeft de nummers opnieuw gearrangeerd waarbij hij de vrijheid heeft genomen om nieuwe stukken in de bestaande nummers te plaatsen, veelal keyboardsolo's. Het nummer "Piece of the π" is het enige originele nummer op dit album.

## Nummers
1. Dance on a volcano - 8:44 (Van Genesis van het album A Trick of the Tail uit 1976)
2. Sound Chaser - 12:54 (Van Yes van het album Relayer uit 1974)
3. Just the Same - 8:22 (Van Gentle Giant van het album Free Hand uit 1975)
4. JR Piano Medley - 8:22
  - The Gates of Delirium-Soon (Van Yes van het album Relayer uit 1974)
  - Supper's ready (Van Genesis van het album Foxtrot uit 1972)
  - I Talk to the Wind (Van King Crimson van het album In the Court of the Crimson King uit 1969)
  - And You and I (Van Yes van het album Close to the Edge uit 1972)
5. Piece Of the π - 3:05
6. Tarkus - 22:47 (Van Emerson, Lake and Palmer van het album Tarkus uit 1971)
  - Eruption (Emerson)
  - Stones of Years (Emerson, Lake)
  - Iconoclast (Emerson)
  - Mass (Emerson, Lake)
  - Manticore (Emerson)
  - Battlefield (Lake)
  - Aquatarkus (Emerson)

## Bezetting
- Jordan Rudess - Keyboards, Haken Continuum, zang op "I Talk to the Wind"
- Rod Morgenstein - Drums
- Neal Morse - Zang op nummer 1
- Kip Winger - Zang op nummer 3 and 6 (Mass, and Battlefield)
- Steven Wilson - Zang op nummer 6 (Stones of years)
- Ed Wynne - Eerste gitaarsolo op nummer 2, tweede gitaar solo op nummer 3.
- Bumblefoot - Eerste gitaarsolo op nummer 3, gitaar op nummer 6 (Aquatarkus)
- Marco Sfogli - Gitaar op nummer 1.
- Nick D'Virgilio - Zang op nummer 2.
- Ricky Garcia - Tweede gitaarsolo op nummer 2. Gitaar op nummer 6 (Stones of years & Battlefield)
- Bert Baldwin - Zang op "I Talk to the Wind"